# جوئپ بوینگ

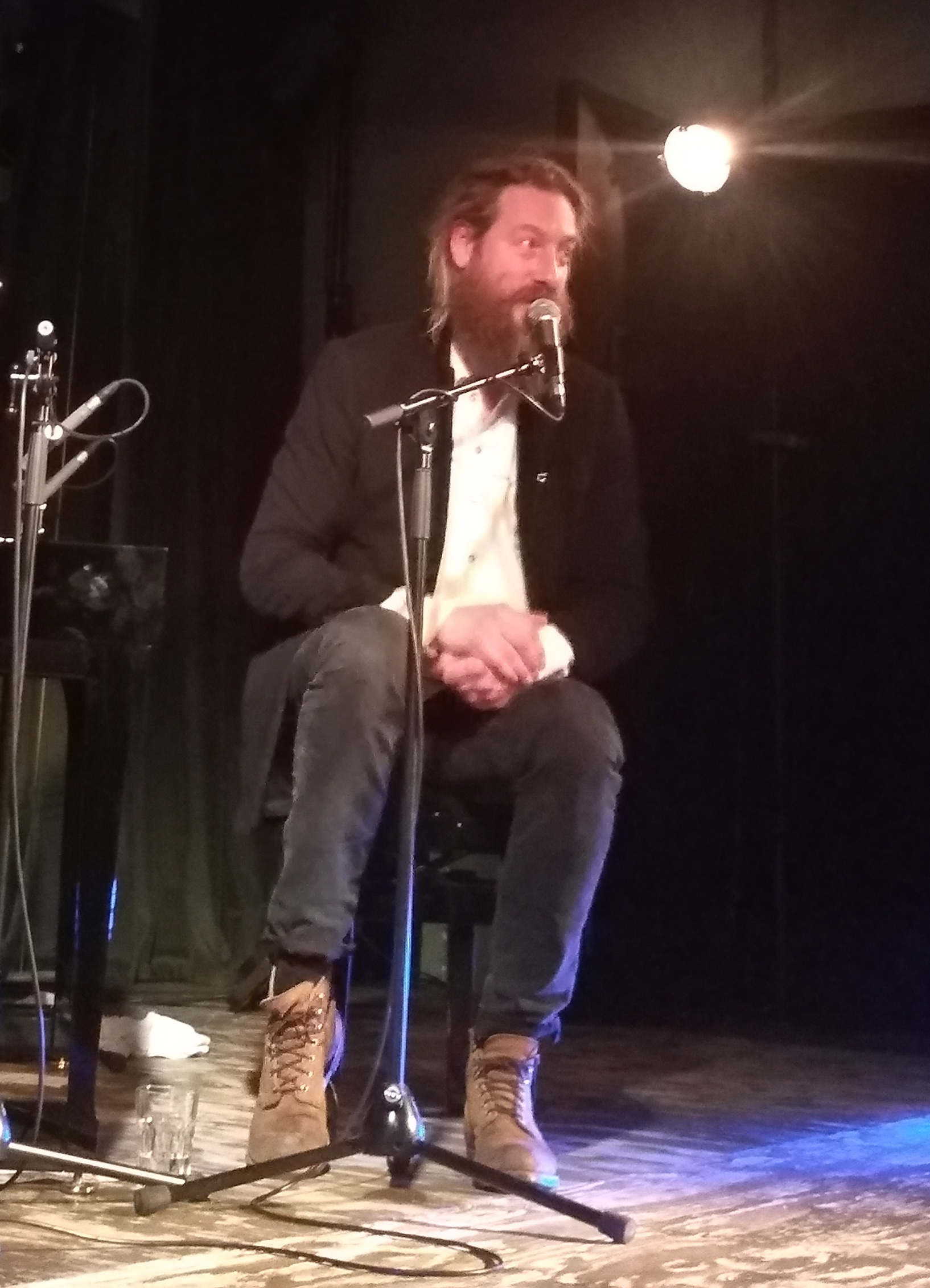
جوئپ بیوینگ در سال ۲۰۱۷

جوئپ بیوینگ (به هلندی: Joep Beving)(زاده ۹ ژانویه ۱۹۷۶ در دوتینخن) آهنگساز و پیانیست هلندی است.

## آلبوم‌شناسی
همه آهنگ‌های او توسط دویچه گرامافون / یونیورسال منتشر شده‌است:
- Solipsism (2015)[۴]
- Prehension (2017)
- Conatus (2018)
- Henosis (2019)

فهرست تک‌آهنگ‌های منتشر شده:
- Venus
- Unus Mundus
- Into the dark blue
- Prelude
- Hanging d
- Sonderling
- Ab ovo

## سبک و تأثیرات موسیقی
بیوینگ موسیقی خود را تأثیر گرفته‌است بیل ایوانز، کیت جارت، فیلیپ گلس، آروو پارت، شوپن، ساتی، رددیو هد و مالر می‌داند. آهنگسازان کلاسیک مورد علاقه وی اسکریابین، پروکوفیف (به ویژه کنسرتوی پیانو سوم)، ماهلر، برامس، آروو پارت، هاماسیان واسکس و تیگران حماسیان هستند.
بیوینگ می‌گوید که آهنگ‌های او خالی از چارچوب هستند. موسیقی او بیشتر از ساختار پاپ (AABA) پیروی می‌کند اما از موسیقی محیطی، الکترونیکی و کلاسیک مینیمال نیز الهام می‌گیرد.